# Taiping Yulan
Les Taiping Yulan (Lectures imperials de l'època Taiping, en xinès tradicional: 太平御覽, pinyin: Taiping Yùlǎn) és una enorme leishu (enciclopèdia) elaborada per un grup d'oficials per encàrrec de la cort imperial de la dinastia Song, i el principal editor en fou Li Fang, del 977 al 983, durant la primera era del regnat de l'emperador Taizong. Es divideix en 1.000 volums i 55 seccions, que constaven d'uns 4,7 milions de caràcters. Incloïa cites d'uns 2.579 diferents tipus de documents que abasten des de llibres, poesia, odes, proverbis, fins a esteles. Després de la compilació, es diu que l'emperador Song Taizong s'acabà de llegir el llibre en un any, i en revisava tres volums per dia. Se'l considera un dels Quatre Grans Llibres de Song.(1)
És una de les fonts emprades pels erudits de les dinasties Ming i Qing per a refer el document extraviat de Les cançons de Jingchu.(2)